# إيزباران (مقاطعة فريدونكنار)
إيزباران (بالفارسية: ازباران) هي مستوطنة تقع في مازندران في إيران. يقدر عدد سكانها بـ 2,339 نسمة .